# Carr House and Elm Field
Carr House and Elm Field var en civil parish från 1858 till 1914 då den blev en del av Doncaster, i grevskapet West Riding of Yorkshire (nu South Yorkshire), i England. Denna civil parish hade 1 006 invånare år 1911.